# Ехо (Marvel Comics)
Ехо (англ. Echo), справжнє ім'я Мая Лопез (англ. Maya Lopez), також відома як Ронін (англ. Ronin) — вигадана супергероїня з коміксів американського видавництва Marvel Comics. Прийомна дочка Кінґпіна, жінка була зображена як другорядний персонаж коміксів про Шибайголову. Вона є корінною американкою, тобто індіанкою, і одна з небагатьох персонажів з вадами слуху, її образ «Ехо» включає білий відбиток руки, який покриває більшу частину її обличчя.
Алакуа Кокс зображує Маю Лопез у Кіновсесвіті Marvel, дебютувавши в Гокаї (2021), а потім в головній ролі в ній власному спін-оффі Ехо на Disney+.

## Історія публікації
Ехо вперше з'явилося в Daredevil #9 (грудень 1999), створеному письменником Девідом Маком і художником Джо Кесадою.  Вперше вона з'явилася в ролі Ронін у фільмі «Нові Месники» № 11 (листопад 2005 р.), створеному письменником Браяном Майклом Бендісом та художником Девідом Фінчем. Особистість Роніна була спробою Бендіса створити таємницю після того, як начебто чоловічий персонаж був зображений на кількох обкладинках коміксів, включаючи випуски «Нові Месники» та один випуск The Pulse. Припущення фанатів були великі, з найбільш поширеною припущенням, що Ронін був Меттом Мердоком; Бендіс зрештою заявив, що це справдні був початковий намір, хоча спочатку заперечував, що це було так. Однак «Месники: Остаточний посібник» показало, що Ронін — Мая Лопез за кілька тижнів до дещо відкладеного виходу «Нових Месників № 13», де справжня особа Роніна була розкрита із запізненням.

## Біографія вигаданого персонажа
Мая Лопез була маленькою дівчиною, коли її батько Віллі «Божевільний кінь» Лінкольн був убитий Кінґпіном (Вілсон Фіск). Віллі помирає, залишаючи на обличчі Маї закривавлений відбиток руки та останнє передсмертне бажання: щоб Кінґпін добре виховав Маю. Кінґпін шанує його передсмертне бажання, піклуючись про неї, як про власну дочку. Вважається, що Мая є розумово неповноцінною, її відправляють у дорогу школу для людей з вадами навчання. Там їй вдається повністю відтворити пісню на фортепіано. Згодом її відправляють в іншу дорогу школу для вундеркіндів, і незабаром вона стане обдарованою жінкою.

### Ехо
Кінґпін посилає Маю, щоб довести слабкість Метта Мердока, кажучи їй, що Метт вважає, що Фіск погана людина, і що вона є єдиним способом довести, що він неправий. Як вважає Мая Фіска, це не буде брехнею, коли вона розповість Метту.
Мердок і Мая незабаром закохуються. Пізніше вона стає «Ехо», щоб полювати на Шибайголову. На своєму обличчі вона малює білий відбиток долоні, схожий на закривавлений відбиток долоні, який залишив її вмираючий батько. Мая доводить, що більше ніж підходить для Шибайголови, переглянувши відео бійки Шибайголови та Мішені. Після кількох невдалих спроб, помітивши, що Шибайголова може легко пересуватися в темряві, Мая легко з’ясовує слабкість Шибайголови і використовує це, влаштувавши бійку в місці, де загострені почуття Шибайголови марні. Мая легко знищує Шибайголову і ледь не вбиває, відмовляючись лише тоді, коли дізнається, що Метт і Шибайголова одне й те саме. Метту вдається викрити брехню Кінґпіна. Помстившись, Мая протистоїть і стріляє Фіску в обличчя, осліпивши Фіска і розпочавши ланцюг подій, які призвели до остаточного падіння чоловіка (згодом Кінґпін частково відновив зір за допомогою реконструктивної операції на оці).
Усвідомивши жах своїх вчинків і брехні, з якою вона виросла, Мая тікає зі Сполучених Штатів, щоб зайнятися пошуком душі. Коли вона повертається, вона намагається возз'єднатися з Мердоком, але дізнається, що Метт зараз зі сліпою жінкою і що Кінґпін все ще живий (незважаючи на спроби Маї). Залишивши Метта, Мая відвідує Кінґпіна у в’язниці, який каже їй, що її не звинувачують у тому, що вона зробила, і (що незважаючи на все, що сталося), Кінґпін все ще любить її, як дочку. Незадоволена і все ще потребує спокою, Мая звертається до Шефа (старого друга її батька), відомого своєю мудрістю. Вождь відправляє Маю на пошуки бачення, щоб заспокоїти її душу. На її пошуки, вона зустрічає і дружить Росомаху, який допомагає їй видужати і передає на знання японської культури і японського організованої злочинності. Незабаром Мая мириться зі своїм минулим і знову займається перформансом. 

### Ронін і Месники
Після недавньої кризи ідентичності та відчуття, що не може приєднатися до «Нових Месників» через відмову заплямувати репутацію героїв, працюючи разом з ними, Мая надягає костюм, який приховує її особистість, а також її стать, і перехрестить себе Роніном (японською мовою «без господаря»). Самурай").
Шибайголова рекомендує Маю Капітану Америці, щоб допомогти Месникам захопити Срібного самурая в Японії.  Приєднавшись до Месників, Мая повертається до Японії, щоб стежити за небезпечною вбивцею Електрою Натчіос, яка, за чутками, очолює Руку, час від часу перевіряти Срібного самурая і, сподіваюся, вирішити конфлікт між Рукою і кланом Ясіда. Наприкінці Громадянської війни між фракціями за реєстрацію та проти реєстрації в Америці Мая бореться з Електрою і її вбивають, але незабаром її воскресає Рука за допомогою того самого процесу, який використовувався для виховання Електри. Мая потрапляє в полон з наміром перетворити її на вбивцю для Руки. Люк Кейдж, Людина-павук, Росомаха, Доктор Стрендж, Жінка-павук, Залізний Кулак і новий Ронін рятують її та втікають, залишаючи Электру люто посилати Руку за ними. Під час короткого затишшя в сутичці з Рукою, в якій Люк намагається домовитися з Електрою, щоб виграти час, з'ясовується, що Руці вдалося промити мізки Маї, оскільки вона згодом закололи доктора Стренджа мечем, який їй подарував один Руки.  Вона продовжує боротися з Новими Месниками, доки доктору Стренджу не вдається звільнити астральну форму за допомогою Вонґа і не звільнить Маю від промивання мізків. Мая потім заряджає прямо Електра (який бореться Лука) і пронизує її, показуючи, що Електра є Скруллов воїн в маскуванні.  Вони повертаються до Нью-Йорка після очевидної зради Жінки-Павука, яка вкрала труп імітатора Скрулла Електри.  Месники ховаються в готельному номері (магія Стрейнджа створює враження, що Мая — єдина людина в кімнаті), перш ніж повернутися до Святилища Стрейнджа. Мая офіційно передає особу Роніна Клінту Бартону після їх прибуття.  Після того, як Стрендж підтверджує їх особистості, застосовуючи заклинання, яке показує всім їх справжню природу – Мая з’являється в жіночій варіації костюма Шибайголови – команда відправляється до вежі Старка, щоб зупинити атаку Гуда на будівлю. Там вони стикаються з Могутніми Месниками, замкненими в битві з армією симбіотів- вторгнення, один з яких чіпляється за Маю, перш ніж Залізній Людині вдається вилікувати заражених. 

### Світова війна Галка
Ехо намагається захистити Ріка Джонса від Хіроіма та Еллоі з Галка під час їхньої атаки на Санктум, щоб захопити Доктора Стренджа. Вона разом із Залізним Кулаком і Бартоном зазнає поразки і захоплено в полон.

### Месники/Загарбники
Під час появи Загарбників у сьогоденні через маніпуляції Д'Спейра з придбанням Космічного куба, Ехо виявилася важливою для перемоги над лиходійкою, оскільки її глухота означала, що Д'Спейр не міг маніпулювати своїми емоціями. 

### Таємне вторгнення: Проникнення
Після поразки злочинної організації Гуда  Ехо залишається в команді, оскільки Доктор Стрендж відправляється на астральний план, щоб зцілити себе, створюючи базу в будівлі, що належить компанії Залізного Кулака, але технічно орендована Семюелю Стернсу для рік.  Після короткої зустрічі зі Скруллом, переодягненим під Шибайголову, Бартон зізнається, що його приваблює до неї, і вони сплять разом. 

### Таємне вторгнення
Ехо разом з іншими новими Месниками відправляється в Дику землю, коли корабель Скруллів розбивається. Коли корабель відкривається, він показує різних супергероїв у застарілих вбраннях. Ехо приєднується до Могутніх Месників і Нових Месників, щоб битися зі «старими» героями з корабля Скруллів. Потім битву розриває динозавр, що змушує всіх розділитися.  Пізніше вона зустрічає «Жінку-павук», яка насправді є Королевою Скруллів і силою, що стоїть за вторгненням Скруллів. «Жінка-павук» виводить Ехо з ладу, неодноразово підриваючи її вибухами отрути, а потім вдаряє її об сусідній стовбур дерева.  Ехо допомагає іншим Месникам вбити всіх інших самозванців Скруллів, а потім прямує до Нью-Йорка і протистоїть армії Супер Скруллів разом із різними іншими героями та лиходіями.  Залізний кулак запрошує її назад до квартири Капітана Америки, але вона не з'являється. 

### Героїчний вік
Після реформування «Нових Месників» у Героїчну епоху Кейдж і Джессіка Джонс шукають няню для своєї дитини; Ехо є одним із кількох респондентів на пропозицію, але відмовляється, а потім сердито запитує, чи Кейдж взагалі пам’ятає, що раніше була членом Месників. 

### Місячний лицар
Ехо з'являється в четвертій серії Moon Knight, рятуючи Марк Спектор зі стрип-клубу в Лос-Анджелесі, де вона працювала під прикриттям під виглядом стриптизерки. Але під час порятунку Місячного Лицаря її прикриття зруйновано.  Пізніше Місячний Лицар пропонує їм об’єднати зусилля проти Кінґпіна західного узбережжя і запрошує її на обід.  Місячний Лицар, очевидно, приваблює Ехо, і є припущення, що Ехо відчуває те ж саме,  незважаючи на те, що вдарила Місячного Лицаря в обличчя за поцілунок.  Коли вона зустрічається з Місячним Найтом, на них нападає Нічна зміна.  Хоча Ехо і Місячний Лицар побили їх, прибуває поліція, яка також намагається затримати дует.  Ехо вбиває граф Нефарія, людина, яка намагається стати новим королем Західного узбережжя. 

### Воскресіння
Згодом загадкові обставини призвели до воскресіння Маї. Під час своєї першої команди з Шибайголовою після її повернення вона допомагає врятувати Нью-Йорк від звукового вірусу, створеного Кло. 

### Капітан Марвел
Пізніше Ехо допомагає Капітану Марвел і її друзям проти Радіоактивної Людини.

### Фенікс
Під час кросовера Enter the Phoenix Ехо вибирається Phoenix Force для участі в її турнірі разом з багатьма іншими героями та лиходіями, щоб визначити її наступного господаря.  Разом з іншими чемпіонами Ехо отримує силу від іскри космічного вогню Фенікса і протистоять Неймору в підводному матчі.  Через величезний недолік Ехо зазнає серйозної поразки від Неймор, імовірно, виключивши її з турніру і втративши її частину сили Фенікса.  Однак, незважаючи на її втрату, розпач і відмова Ехо вмирати притягує до неї Фенікса, що робить її новим господарем сутності. Відібравши владу Фенікса у інших учасників і жорстоко побив Неймор як розплату за попередню поразку, Мая оголошує себе як новий Громовий птах і повністю приєднується до сутності. Попередня ведуча Фенікса Джин Грей телепатично вітає Маю, яка також дає поради щодо контролю влади сутності. 

## Сили та здібності
Мая Лопез — спортсменка олімпійського рівня, яка володіє «фотографічними рефлексами» або дивовижною здатністю ідеально копіювати рухи інших людей, подібно до руху Taskmaster. Просто спостерігаючи за іншими людьми, вона стала піаністкою концертного рівня, сильним майстром бойових мистецтв, висококваліфікованим акробатом і талановитою балериною (а одного разу навіть керувала квінджетом на кілька хвилин). Крім того, вона також отримала Шибайголова «s акробатичні здібності і Буллсай » надприродною мети s після перегляду стрічки їх боїв. Поряд з великим потенціалом, глухота дає і великі недоліки. Її абсолютна залежність від візуальних сигналів робить її безпорадною в темряві, а її здатність спілкуватися за допомогою читання з губ не дозволяє їй виконувати усні команди та спілкуватися з людьми, які носять маски або не перебувають у прямому візуальному контакті; коли вона спочатку зустрічає Месників, Капітану Америці доводиться повторювати для неї всі запитання Залізної Людини. Однак вона була неправильно зображена як здатна чути голоси та реагувати на них, незважаючи на те, що вона не бачить рота людини через те, що вона стояла подалі від них або тому, хто розмовляє прямо за нею. З тих пір було встановлено, що Ехо насправді може читати по губах з певної відстані або куточком ока, навіть якщо вона носить маску, якщо маска досить тонка (як досить прості тканинні маски, які використовуються Клінтом Бартоном і Людиною-павуком ), і передати свою розмову ближчим людям. Вона все ще зберігає нездатність спілкуватися з людьми, які носять міцніші чи товсті маски або повністю закривають рот. 
Як Thunderbird, Мая отримує здібності, запропоновані їй як господарі Сили Фенікса, які включають телепатію, політ, надлюдську силу та здатність генерувати полум’я космічної енергії. 

## Інші версії

### Шибайголова: Кінець днів
Старша Мая Лопез з’являється в міні-серіалі « Шибайголова: Кінець днів», тепер вийшла з « Месників» і працює професором коледжу. Пізніше Бен Уріч дає їй інтерв'ю для розповіді про смерть Метта Мердока. 

### «Герої відроджуються»
В альтернативній реальності, зображеній у міні-серіалі « Відродження героїв» 2021 року, Мая Лопез отримала повноваження від Сил Фенікса і була ув’язнена в притулку Рейвенкрофта, перш ніж Блейд і Капітан Америка вирвали її, щоб допомогти їм відновити реальність.   Пізніше вона наймає Тора, щоб допомогти їм далі, перш ніж Месники зіткнуться з Ескадрильєю Верховної Америки.   Після перемоги над Ескадрильєю Лопез і Стар Бренд використовують свої сили разом з Кубом Пандемонію, щоб відновити реальність, як вона була раніше. 

### Остаточна Марвел
Версія Echo для Ultimate Marvel з’являється в епізоді в Ultimate Spider-Man № 122, з’являється в поліцейській дільниці з криком «Кому ви можете довіряти? КОМУ ТИ МОЖЕШ ДОВІРЯТИ?!», посилаючись на часте використання персонажа Брайаном Бендісом у « Нових Месниках» і « Таємне вторгнення» 

## В інших медіа

### Телебачення
- Ехо з'являється в епізодах мультсеріалу Людина-павук. Щоденник супергероя «Агент Веном» і «Наступний залізний павук» як один з кількох молодих супергероїв, яких надихнув Людина-павук і контролював SHIELD.[42]
- Мая Лопез з'являється в телесеріалах у Кіновсесвіті Marvel, її роль виконала Алаква Кокс як доросла, і Дарнелл Бесо в дитинстві. Ця версія є лідером спортивної мафії, а Казімєж «Казі» Казімєчак (зображений Фра Фі) виступає її заступником і перекладачем, і має протез ноги через фокомелію.
  - Вона дебютувала в серіалі Disney+ Гокай (2021).[43] У ретроспекції, її батько Вільям Лопез (зображуваний Зан Мак-Кларнон) був убитий Роніном. У даний час вона прагне помститися Роніну і спочатку націлена на Кейт Бішоп, яка ненавмисно одягла костюм Роніна, щоб відбити людей Лопез, перш ніж звернути увагу на Клінта Бартона.
  - У березні 2021 року було оголошено серіал «Ехо» для Disney+, Кокс повторить її роль, а Ітан Коен та Емілі Коен спочатку збиралися писати сценарії та виконувати роль виконавчих продюсерів відповідно.[44] Пізніше в листопаді 2021 року було оголошено, що Маріон Дейр буде сценаристом і виконавчим продюсером.[45] Серіал був офіційно анонсований у листопаді 2021 року.[46]

### Відео ігри
- Ехо з'являється як бос у грі, пов'язаної з фільмом Шибайголова.  Ця версія – лиходій, який вважає, що головний персонаж ніколи не був у союзі з Кінґпіном. Після переслідування Ехо по всій системі метро Нью-Йорка вона зазнає поразки від Шибайголови.
- Мая Лопез у ролі Роніна з'являється як персонаж, який можна розблокувати у версії Marvel Ultimate Alliance для PSP, озвученої Марабіною Джеймс. Немаскований варіант і її персона Ехо з'являються як альтернативні костюми, тоді як вона також з'являється як персонаж, який можна розблокувати у версії Wii через мод.
- Ехо з'являється як персонаж, який можна розблокувати в «Месниках» Lego Marvel, озвучений Тонанціном Кармело. [47]

### Романи
Мая Лопез з'являється в Spider-Man: Hostile Takeover, романі-приквелі відеоігри Spider-Man. У цій версії йдеться про те, що Людина-павук вбив її батька та планує змову з Кінґпіном і Кривавим Павуком, щоб помститися. Однак Людина-павук доводить, що Кінґпін вбила її батька, що призводить до її союзу з Людиною-павуком. Вона надає докази для звинувачення Kingpin, що дозволяє притягнути до кримінальної відповідальності та вплинути на події відеоігри.